# 밀양 위량못
밀양 위량못(密陽 位良못)은 대한민국 경상남도 밀양시 부북면 위양리에 있는 저수지이다. 양아제라고도 한다.
1987년 5월 19일 경상남도의 문화재자료 제167호 위양지로 지정되었다가, 2018년 12월 20일 현재의 명칭으로 변경되었다.

## 개요
경남 밀양에 있는 위량못은 통일신라와 고려 이래로 농사를 짓기 위해 이용되었던 작은 연못이다.
연못 주변에는 화악산·운주암·퇴로못이 마련되어 있어, 인위적으로 만든 것으로 보인다. 정확한 기록이 없어 연대는 알 수 없으나, 통일신라시대에서 고려시대사이에 축조된 것으로 여겨진다.

## 참고 문헌
- 밀양 위량못 - 국가유산청 국가유산포털